# Tyrannochthonius robustus
Tyrannochthonius robustus är en spindeldjursart som beskrevs av Beier 1951. Tyrannochthonius robustus ingår i släktet Tyrannochthonius och familjen käkklokrypare. Inga underarter finns listade i Catalogue of Life.